# باریساو
باریساو (به لاتین: Barysaw) یک شهر در بلاروس است که در ناحیه باریساو واقع شده‌است.

## خصوصیات
باریساو ۴۵٫۹۷ کیلومترمربع مساحت و ۱۸۰٬۱۰۰ نفر جمعیت دارد و ۱۶۹ متر بالاتر از سطح دریا واقع شده‌است.

## خواهرخوانده
شهرهای پازارجیک، بلغارستان، کاپان، پودولسک، Drochia و ملیتوپول خواهرخوانده‌های باریساو هستند.